# Argyropelecus
Argyropelecus – rodzaj morskich ryb wężorokształtnych z rodziny przeźreniowatych (Sternoptychidae). W literaturze polskiej znane są pod nazwą toporniki.

## Zasięg występowania
Pacyfik, ciepłe wody wokół Hawajów, północny i wschodni Atlantyk oraz Morze Śródziemne.

## Klasyfikacja
Gatunki zaliczane do tego rodzaju:
- Argyropelecus aculeatus
- Argyropelecus affinis
- Argyropelecus gigas
- Argyropelecus hemigymnus – topornik wyłupiasty[2], topornik mały[4]
- Argyropelecus lychnus
- Argyropelecus olfersii – topornik krępy[2]
- Argyropelecus sladeni

Gatunkiem typowym jest Argyropelecus hemigymnus

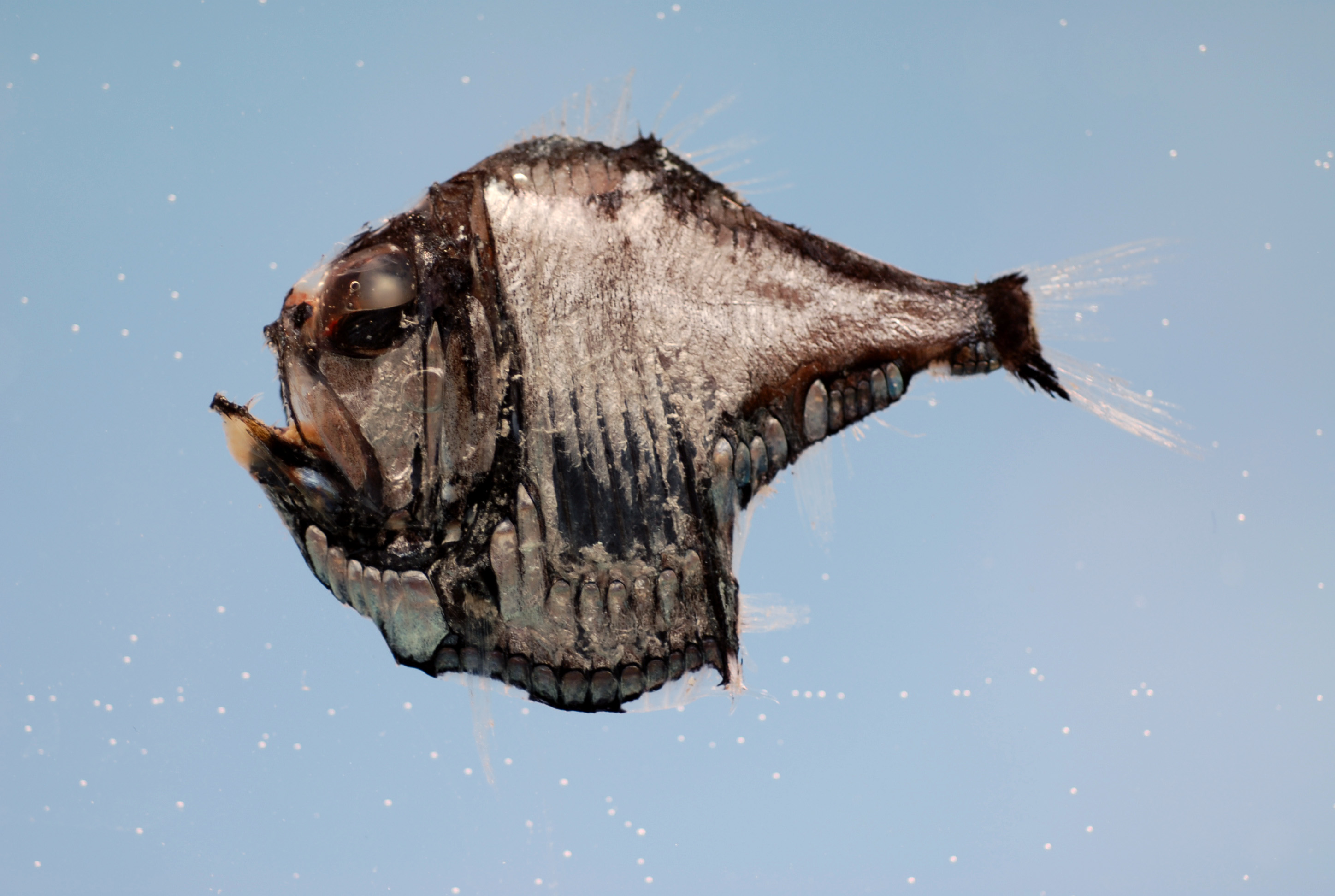
Argyropelecus aculeatus
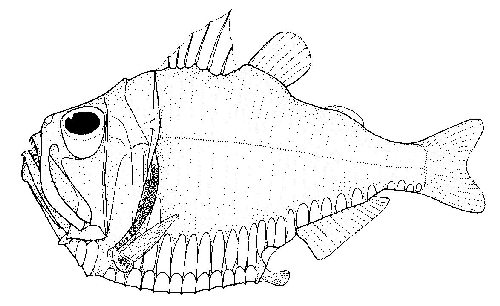
Argyropelecus gigas
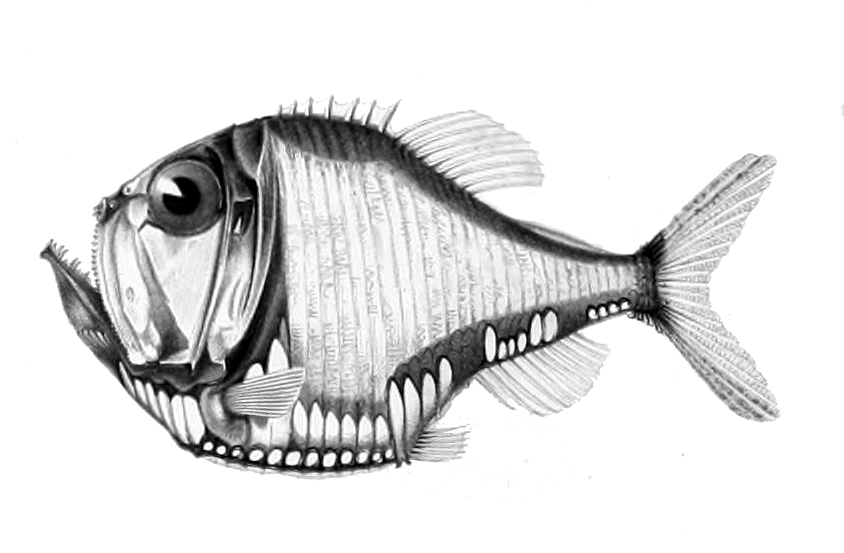
Argyropelecus olfersii